# Marche
Marche (olasz kiejtése: marke) Olaszország egyik régiója. Székhelye Ancona.

## Földrajz
A régiót északnyugaton San Marino, valamint Emilia-Romagna és Toszkána régió, délnyugaton Umbria, délkeleten Abruzzo és Lazio, keleten az Adriai-tenger határolja.

## Közigazgatás
Marche régiót jelenleg 5 megye (provincia) és 246 község (comuna) alkotja.
| Marche megyéi |                  |               |                |
| Kép           | Megye            | Székhely      | Községek száma |
|               | Ancona           | Ancona        | 49             |
|               | Ascoli Piceno    | Ascoli Piceno | 33             |
|               | Fermo            | Fermo         | 40             |
|               | Macerata         | Macerata      | 57             |
|               | Pesaro és Urbino | Pesaro        | 67             |

Marche régió elnökei: 
- 1970–1972: Giuseppe Serrini (DC)
- 1972–1975: Dino Tiberi (DC)
- 1975–1978: Adriano Ciaffi (DC)
- 1978–1990: Emidio Massi (PSI)
- 1990–1993: Rodolfo Giampaoli (DC)
- 1993–1995: Gaetano Recchi (DC)
- 1995–2005: Vito D'Ambrosio (PDS)
- 2005 - ?: Gian Mario Spacca  (DL-M)

## Közlekedés

### Közúti közlekedés

A 14-es autópálya

| km-ben        | Ancona | Ascoli Piceno | Fermo | Macerata | Pesaro | Urbino |
| Ancona        | -      | 119           | 63    | 50       | 62     | 90     |
| Ascoli Piceno | 119    | -             | 60    | 87       | 177    | 192    |
| Fermo         | 63     | 60            | -     | 39       | 120    | 148    |
| Macerata      | 50     | 87            | 39    | -        | 102    | 116    |
| Pesaro        | 62     | 177           | 120   | 102      | -      | 35     |
| Urbino        | 90     | 192           | 148   | 116      | 35     | -      |

### Vasúti közlekedés
Vasútvonalak: 

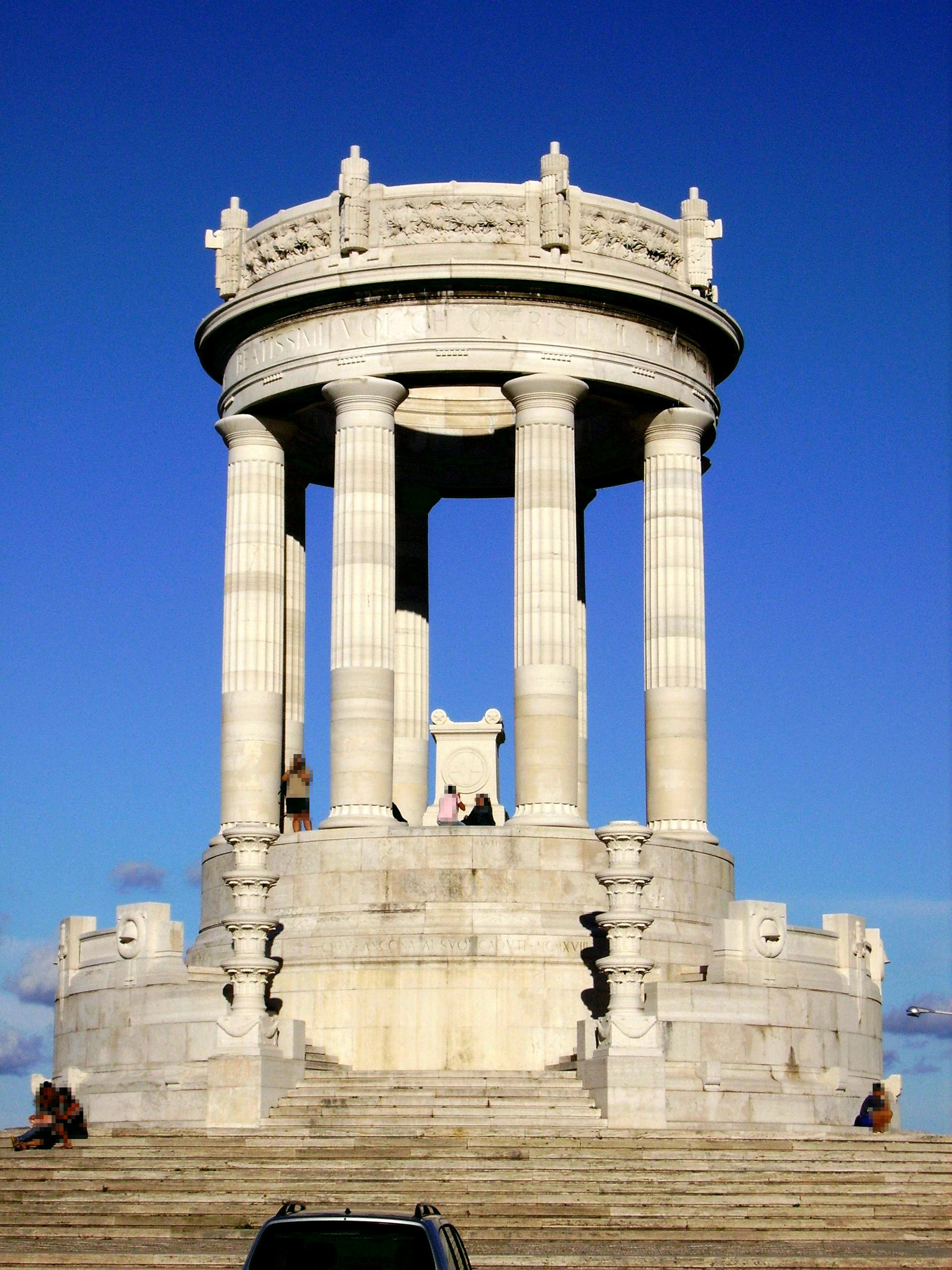
Passetto-Ancona

- Adriai vonal: Milánó - Bologna - Ancona - Bari - Lecce
- Transzappennini vonal: Ancona - Foligno - Orte - Róma.
- Ferrovia Fano-Urbino vonal (megszűnt)
- San Benedetto del Tronto - Ascoli Piceno vonal
- Civitanova Marche - Macerata - Fabriano vonal
- Fabriano - Pergola vonal

### Légi közlekedés
Marche repülőterei: 
- Ancona-Falconara repülőtere (Aeroporto di Ancona-Falconara)
- Fano repülőtere (Aeroporto di Fano)

### Vízi közlekedés
Hajózás, tengeri kikötővárosok és kikötők: 
- Anconai kikötő (Porto di Ancona)
- San Benedetto del Tronto kikötője (Porto di San Benedetto del Tronto)
- Senigalliai kikötő (Porto di Senigallia)
- Porto San Giorgio kikötője (Porto di Porto San Giorgio)
- Fanoi kikötő (Porto di Fano)
- Civitanova Marche kikötője (Porto di Civitanova Marche)

## Galéria

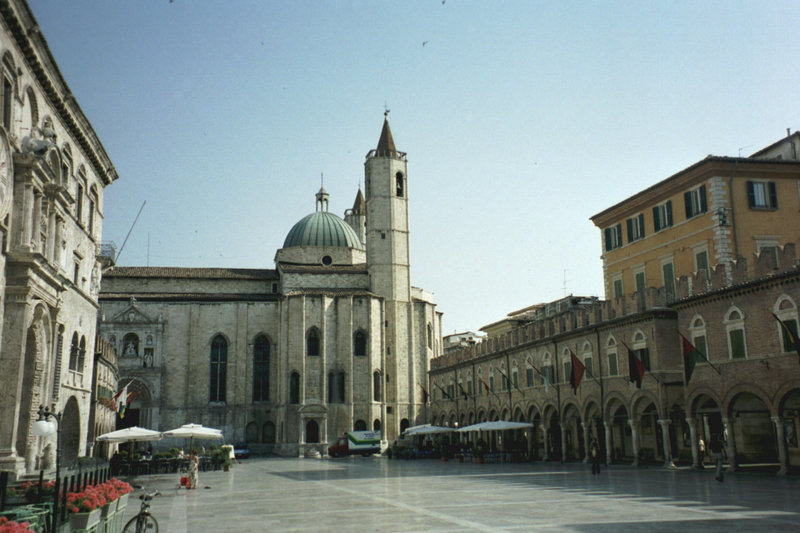
Ascoli Piceno
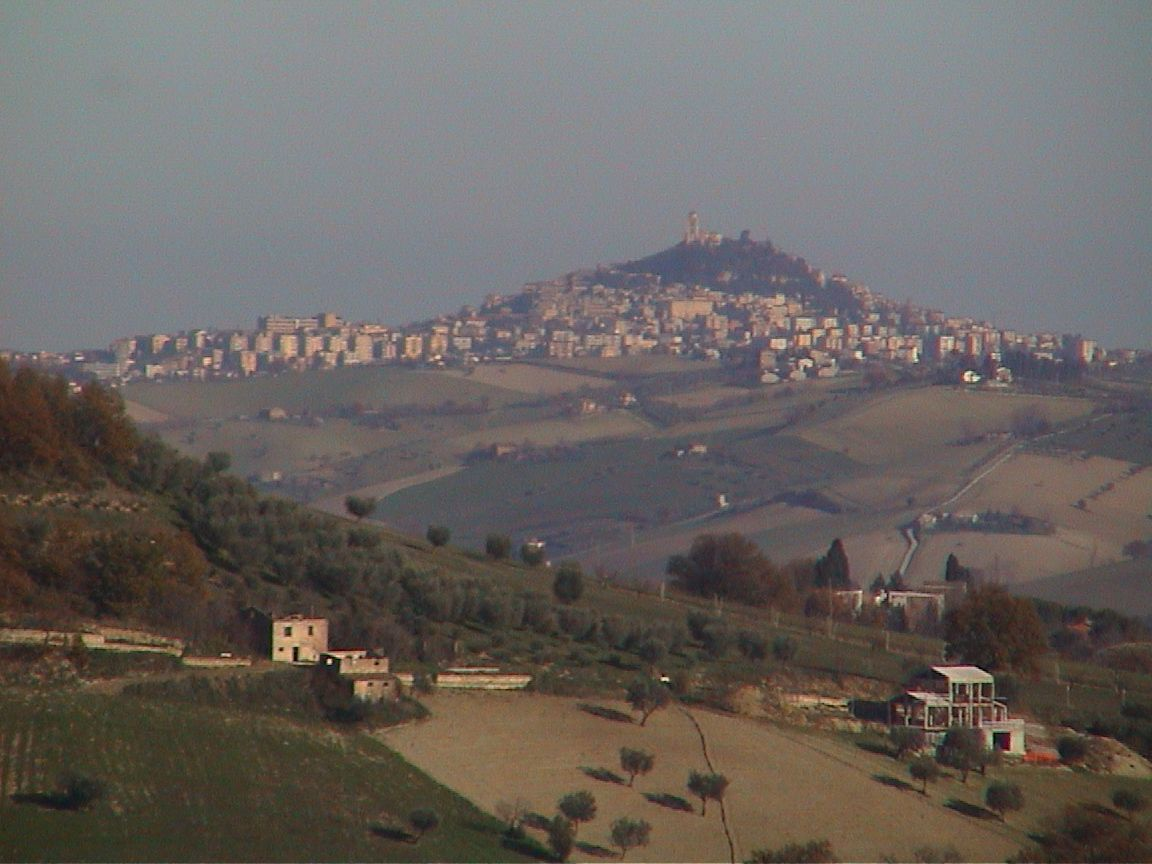
Fermo
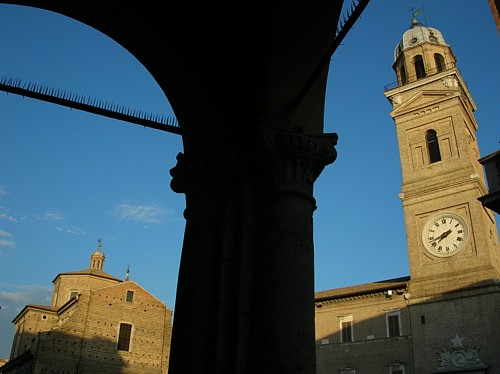
Macerata
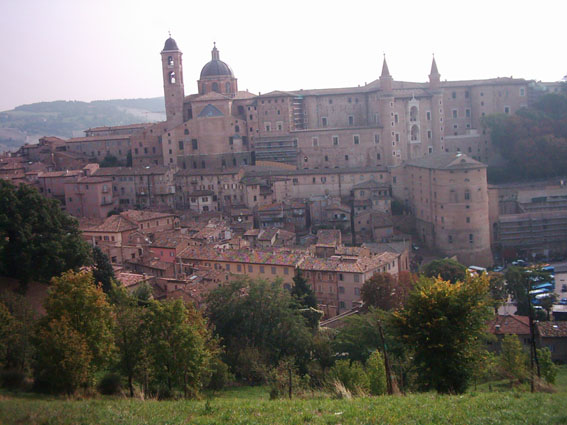
Urbino